# Langenaub
Langenaub es un estratovolcán de Westerwald, Alemania. Sus coordenadas son:  50.718262°   8.160332°